# Karl-Ulrich von Bülow

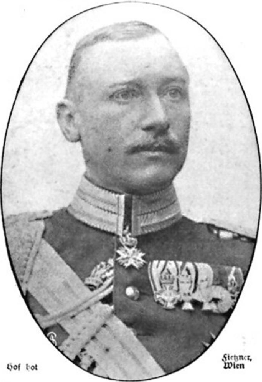
Karl-Ulrich von Bülow (1862–1914)

Karl-Ulrich Stephan Wilhelm von Bülow (* 28. Oktober 1862 in Hamburg; † 6. August 1914 in Lincé in Belgien) war ein preußischer Generalmajor und Führer der 9. Kavallerie-Division im Ersten Weltkrieg.

## Leben

### Herkunft
Karl-Ulrich war ein Sohn des Diplomaten Bernhard Ernst von Bülow (1815–1879) und dessen Ehefrau Louise, geborene Rücker (1821–1894). Der Reichskanzler Bernhard von Bülow, Generalmajor Adolf von Bülow und der Diplomat Alfred von Bülow waren seine Brüder.

### Militärkarriere
Nach dem Besuch der Landesschule Pforta und des Gymnasiums in Potsdam trat Bülow in das 1. Garde-Ulanen-Regiment der Preußischen Armee ein. Bis Mitte September 1884 avancierte er zum Sekondeleutnant. Am 15. September 1887 erhielt er einen fünfmonatigen Urlaub, den er in England und Amerika verbrachte. Nach seiner Rückkehr wurde er am 6. Oktober 1888 zunächst Regimentsadjutant und am 16. Februar 1892 als Adjutant der 3. Garde-Kavallerie-Brigade kommandiert. Unter Belassung in seiner Stellung wurde Bülow am 21. September 1892 als Premierleutnant ohne Patent à la suite seines Regiments gestellt. Am 25. März 1893 bekam er das Patent zu seinem Dienstgrad und am 17. März 1894 erfolgte seine Einrangierung in das 1. Garde-Ulanen-Regiment sowie am 1. April 1894 die Kommandierung zum Großen Generalstab. Am 22. März 1895 wurde er dem Großen Generalstab aggregiert, stieg Mitte September 1896 zum überzähligen Hauptmann auf und kam am 1. Oktober 1896 in den Generalstab des X. Armee-Korps. Unter Belassung in diesem Kommandos wurde Bülow am 29. Oktober 1896 in den Großen Generalstab einrangiert und am 16. Februar 1897 in den Generalstab des X. Armee-Korps versetzt.
Er erhielt wieder eine Feldverwendung und kam am 22. März 1898 als Rittmeister und Eskadronchef in das 3. Garde-Ulanen-Regiment. Am 8. April 1899 kehrte er in den Generalstab zurück und wurde Flügeladjutant Kaiser Wilhelms II. Unter Belassung in seiner Stellung als Flügeladjutant kam er am 18. April 1899 als Militärattaché an die Botschaft nach Wien und avancierte am 15. April 1901 zum Major. Am 19. September 1903 erhielt er das Ritterkreuz des Königlichen Hausordens von Hohenzollern und am 20. Juni 1904 die Ernennung zum Rechtsritter des Johanniterordens. Am 10. April 1906 stieg er zum Oberstleutnant auf und wurde am 13. September 1906 – unter Belassung in seiner Stellung als Flügeladjutant – zum Kommandeur des 2. Garde-Ulanen-Regiments ernannt sowie am 20. April 1909 zum Oberst befördert. Gesundheitsbedingt erhielt Bülow vom 17. Mai bis zum 15. August 1909 einen Erholungsurlaub zur Wiederherstellung seiner Gesundheit, den er in der Schweiz verbrachte. Anlässlich des Ordensfestes wurde er im Januar 1912 mit dem Kronen-Orden II. Klasse ausgezeichnet und am 2. April 1912 zu den Offizieren von der Armee versetzt. Weiterhin unter Belassung seiner Stellung als Flügeladjutant wurde er am 29. April 1913 zum Kommandeur der 3. Garde-Kavallerie-Brigade ernannt. Er stieg am 27. Januar 1913 zum Generalmajor auf und erhielt am 29. Mai 1914 den Roten Adlerorden II. Klasse mit Eichenlaub.
Während der deutschen Mobilmachung anlässlich des Ersten Weltkriegs wurde er am 1. August 1914 Führer der 9. Kavallerie-Division. Beim Vorstoß gegen Lüttich machten die Truppen am 5. August 1914 in dem Dorf Lincé halt. Um Mitternacht kam es zu Schusswechseln, bei denen elf Einwohner ums Leben kamen. Am nächsten Tag wurde zahlreiche Einwohner verhaftet und vor ein Kriegsgericht gestellt. Dieses fällte 23 Todesurteile, die sogleich vollstreckt wurde. Am 7. August 1914 wurde aber klar, dass gar keine feindlichen Truppen in der Nähe waren, auch wurden bei den Einwohnern keine Waffen gefunden. Bülow erschoss sich noch am selben Tag beim Schloss von Lincé.
Der General von Loewenfeld schrieb am 1. Dezember 1909 in seiner Beurteilung: „Jugendlich frische Erscheinung, von sehr entgegenkommendem Wesen und außerordentlich verbindlichen Formen, klug, umsichtig, fleißig und regsam, mit schneller Auffassung, von umfassender gründlicher allgemeiner wie militärischer Bildung, ein sehr tüchtiger Regimentskommandeur.“